# David Leon
David Leon (Newcastle upon Tyne, 1980. július 14. –) brit színész, filmrendező, forgatókönyvíró és producer.

## Élete
Fiatalkorában rövid ideig játszott a Blackburn Rovers FC futballcsapatban.

## Filmográfia

### Rendező, forgatókönyvíró és producer
| Év   | Cím                          | Feladatkör | Feladatkör | Feladatkör   | Megjegyzések                                |
| Év   | Cím                          | Rendező    | Író        | Producer     | Megjegyzések                                |
| ---- | ---------------------------- | ---------- | ---------- | ------------ | ------------------------------------------- |
| 2009 | Father                       | Igen       | Nem        | Társproducer | - rövidfilm - társrendező: Marcus McSweeney |
| 2010 | Man and Boy                  | Igen       | Igen       | Igen         | - rövidfilm - társrendező: Marcus McSweeney |
| 2012 | Orthodox                     | Igen       | Igen       | Igen         | rövidfilm                                   |
| 2016 | Orthodox                     | Igen       | Igen       | Nem          | egész estés film                            |
| 2017 | Vera – A megszállott nyomozó | Igen       | Nem        | Nem          | 1 epizód                                    |
| 2023 | Hyem                         | Igen       | Igen       | Nem          | rövidfilm                                   |

### Színész
- 2004: Nagy Sándor, a hódító ... Hermolaous
- 2004–2005: Cutting It ... Troy Gillespie (tévésorozat) - 12 epizód
- 2005: Boy Eats Girl ... Nathan
- 2006: These Foolish Things ... Robin Gardner
- 2006: The Wild West ... Billy the Kid (tévéminisorosat)
- 2006: The Lives of the Saints ... Othello
- 2006: Strictly Confidential ... Jeff (tévésorozat) - 1 epizód
- 2007: Clapham Junction ... Alfie Cartwright (TV one-off Drama)
- 2008: Love Me Still ... Freddie
- 2008: Spíler (RocknRolla) ... Malcolm
- 2010: Coming Up ... Dan (tévésorozat) - 1 epizód
- 2011–2014: Vera ... Joe Ashworth (tévésorozat) - 16 epizód (1.-4. évad)
- 2012: The Glass House  ... Lajos
- 2013: Séta az ellenséggel (Walking with the Enemy)
- 2013: Grace and Danger ... Cifaretto
- 2014: The Refugees ... Álex
- 2017:  In the Dark BBC TV Drama ... DI Adam Perrin
- 2019: Gold Digger ... Kieran

## Fordítás
- Ez a szócikk részben vagy egészben a David Leon című német Wikipédia-szócikk fordításán alapul.  Az eredeti cikk szerkesztőit annak laptörténete sorolja fel. Ez a jelzés csupán a megfogalmazás eredetét és a szerzői jogokat jelzi, nem szolgál a cikkben szereplő információk forrásmegjelöléseként.